# Snabbt pulserande Ap-stjärna
En snabbt pulserande Ap-stjärna (roAp-stjärna) är en undertyp bland Ap-stjärnorna som uppvisar snabba fotometriska eller radiella hastighetsvariationer i en kort tidsskala. De kända perioderna ligger mellan 5 och 23 minuter. Variabeltypen ligger i Delta Scuti-instabilitetsremsan i huvudserien.

## Upptäckt
Den första roAp-stjärnan som upptäcktes var HD 101065 (Przybylskis stjärna). Svängningarna upptäcktes av Donald Kurtz med hjälp av 20-tumsteleskopet vid det sydafrikanska astronomiska observatoriet, som såg variationer på 10–20 millimagnituder i ljuskurvan för stjärnan med en period på 12,15 minuter.

## Klassificering
RoAp-stjärnorna kallas ibland snabbt pulserande α2 Canum Venaticorum-variabler. Både roAp-stjärnorna och vissa α2 CVn-variabler ligger på Delta Scuti-instabilitetsremsan och är magnetiska, kemiskt särpräglade stjärnor, men roAp-stjärnorna har mycket korta perioder på mindre än en timme.

## Pulsering
roAp-stjärnorna svänger i högövertons-, låggrads-, icke-radiella trycklägen. Den vanliga modellen som används för att förklara beteendet hos dessa pulseringar är den indirekta pulsatormodellen. I denna är pulsationsaxeln i linje med magnetaxeln, vilket kan leda till modulering av pulseringens amplitud, beroende på axelns orientering mot siktlinjen från Jorden, eftersom den varierar med rotation. Den uppenbara länken mellan magnetaxeln och pulsationsaxeln ger ledtrådar till karaktären hos drivmekanismen för pulseringarna. Eftersom roAp-stjärnorna verkar uppta huvudserieänden av Delta Scuti-instabilitetsremsan har det föreslagits att drivmekanismen kan vara liknande, dvs opacitetsmekanismen aktiverad i vätejoniseringszonen. Ingen standardpulsationsmodell kan göras för att initiera svängningar av typen roAp med hjälp av opacitetsmekanismen. Eftersom magnetfältet verkar vara viktigt har forskning tagit hänsyn till detta vid härledningen av icke-standardiserade pulsationsmodeller. Det har föreslagits att lägena drivs av undertryckandet av konvektion av det starka magnetfältet nära magnetpolerna för dessa stjärnor, vilket skulle stå för anpassningen av pulsationsaxeln till magnetaxeln. En instabilitetsremsa för roAp-stjärnorna har beräknats, som överensstämde med positionerna på Hertzsprung–Russell-diagrammet för roAp-stjärnorna som upptäckts fram till den punkten, men förutspådde förekomsten av mer långperiodiga pulsatorer bland de mer utvecklade roAp-stjärnorna. En sådan pulsator upptäcktes i HD 177765, som har den längsta pulsationsperioden för någon roAp-stjärna på 23,6 minuter.
De flesta roAp-stjärnor har upptäckts med hjälp av små teleskop för att observera de små förändringarna i amplituden som orsakats av stjärnans pulsering. Det är emellertid också möjligt att observera sådana pulseringar genom att mäta variationerna i radiell hastighet hos känsliga linjer, såsom neodym eller praseodym. Vissa linjer kan inte pulsera, till exempel järn. Det antas att pulseringarna är av högsta amplitud högt upp i atmosfären hos dessa stjärnor, där densiteten är lägre. Som ett resultat är spektrallinjerna som bildas av element som strålar högt upp i stjärnans atmosfär troligen mest känsliga för att mäta pulseringen, medan linjerna med element som järn, som gravitativt sätter sig, inte förväntas uppvisa radiella hastighetsvariationer.

## Lista över identifierade roAp-stjärnor
| Stjärnnamn                     | V magnitud | Spektraltyp   | Period (minuter) |
| ------------------------------ | ---------- | ------------- | ---------------- |
| HD 177765                      | 9,1        | Ap            | 23,6             |
| AP Scl, HD 6532                | 8,45       | Ap SrEuCr     | 7,1              |
| BW Cet, HD 9289                | 9,38       | Ap SrCr       | 10,5             |
| BN Cet, HD 12098               | 8,07       | F0            | 7,61             |
| HD 12932                       | 10,25      | Ap SrEuCr     | 11,6             |
| BT Hyi, HD 19918               | 9,34       | Ap SrEuCr     | 14,5             |
| DO Eri, HD 24712               | 6,00       | Ap SrEu(Cr)   | 6,2              |
| UV Lep, HD 42659               | 6,77       | Ap SrCrEu     | 9,7              |
| HD 60435                       | 8,89       | Ap Sr(Eu)     | 9,7              |
| LX Hya, HD 80316               | 7,78       | Ap Sr(Eu)     | 11,4–23,5        |
| IM Vel, HD 83368               | 6,17       | Ap SrEuCr     | 11,6             |
| AI Ant, HD 84041               | 9,33       | Ap SrEuCr     | 15,0             |
| HD 86181                       | 9,32       | Ap Sr         | 6,2              |
| HD 99563                       | 8,16       | F0            | 10,7             |
| Przybylskis stjärna, HD 101065 | 7,99       | controversial | 12,1             |
| HD 116114                      | 7,02       | Ap            | 21,3             |
| LZ Hya, HD 119027              | 10,02      | Ap SrEu(Cr)   | 8,7              |
| PP Vir, HD 122970              | 8,31       | unknown       | 11,1             |
| α Cir, HD 128898               | 3,20       | Ap SrEu(Cr)   | 6,8              |
| HI Lib, HD 134214              | 7,46       | Ap SrEu(Cr)   | 5,6              |
| β CrB, HD 137909               | 3,68       | F0p           | 16,2             |
| GZ Lib, HD 137949              | 6,67       | Ap SrEuCr     | 8,3              |
| HD 150562                      | 9,82       | A/F(p Eu)     | 10,8             |
| HD 154708                      | 8,76       | Ap            | 8,0              |
| HD 161459                      | 10,33      | Ap EuSrCr     | 12,0             |
| HD 166473                      | 7,92       | Ap SrEuCr     | 8,8              |
| HD 176232                      | 5,89       | F0p SrEu      | 11,6             |
| HD 185256                      | 9,94       | Ap Sr(EuCr)   | 10,2             |
| CK Oct, HD 190290              | 9,91       | Ap EuSr       | 7,3              |
| QR Tel, HD 193756              | 9,20       | Ap SrCrEu     | 13,0             |
| AW Cap, HD 196470              | 9,72       | Ap SrEu(Cr)   | 10,8             |
| γ Eql, HD 201601               | 4,68       | F0p           | 12,4             |
| BI Mic, HD 203932              | 8,82       | Ap SrEu       | 5,9              |
| MM Aqr, HD 213637              | 9,61       | A(p EuSrCr)   | 11,5             |
| BP Gru, HD 217522              | 7,53       | Ap (Si)Cr     | 13,9             |
| CN Tuc, HD 218495              | 9,36       | Ap EuSr       | 7,4              |